# Stylidiaceae
Die Stylidiaceae sind eine Pflanzenfamilie in der Ordnung der Asternartigen (Asterales). Sie haben ein disjunktes Areal: zum einen von Südostasien bis Neuseeland, zum anderen das südliche Südamerika.

## Beschreibung
Die Merkmale der Vertreter der Unterfamilien weichen stark voneinander ab; siehe hierzu die Beschreibungen im folgenden Abschnitt Systematik.

### Vegetative Merkmale
Es sind oft mehrjährige krautige Pflanzen. Die einfachen Laubblätter sind ungestielt. Nebenblätter sind keine vorhanden.

### Generative Merkmale
Der Fruchtknoten ist unterständig. Sie bilden Kapselfrüchte mit 4 bis 100 Samen. 

## Systematik mit Verbreitung und Beschreibungen
Die Familie wird in zwei Unterfamilien gegliedert und enthält sechs Gattungen mit etwa 350 Arten:
- Unterfamilie Donatioideae (bei manchen Autoren hat sie den Rang einer eigenen Familie Donatiaceae). Sie enthält nur zwei Arten in einer Gattung mit disjunktem Areal (Neuseeland, Tasmanien und das südliche Südamerika). Sie wachsen in den kalten bis gemäßigten Zonen. Es sind kleine, mehrjährige krautige Pflanzen, die feste Polster mit bis zu 1 Meter Durchmesser bilden. In kleinen Rosetten sitzen die stiellosen, einfachen Laubblätter. Die einzeln, endständig stehenden, stiellosen Blüten sind radiärsymmetrisch bis schwach zygomorph und zwittrig. Sie bestehen aus drei bis sieben freien Kelchblättern, fünf bis zehn freien Kelchblättern, zwei bis drei freien Staubblättern, zwei bis drei verwachsenen Fruchtblättern und zwei bis drei Griffeln.
  - Donatia J.R.Forst. & G.Forst.

- Unterfamilie Stylidioideae: Verbreitungsschwerpunkt ist Australien, die Arten der Unterfamilie finden sich darüber hinaus in Südostasien, auf dem Malaiischen Archipel und im südlichen Südamerika. Es sind zumeist mehrjährige krautige Pflanzen, entweder Rosettenpflanzen oder Kletterpflanzen. Bei manchen Arten sind die Blätter zu Schuppen reduziert und die Photosynthese wird auch vom Stängel übernommen. Die Arten sind zwittrig, monözisch, polygamomonözisch, oder diözisch. Die Blüten sind zygomorph. Die (zwei bis) fünf (bis sieben) Kelchblätter sind verwachsen oder frei. Die Kronblätter sind verwachsen. Die zwei Fruchtblätter sind zu einem Fruchtknoten verwachsen. Die nur zwei Staubblätter sind mit dem (nur einer je Blüte) Griffel verwachsen (Gynostemium) und die Staubbeutel stehen nahe an der Narbe. Wenn ein Bestäuber das Gynostemium berührt, bewegt es sich. Die Bestäubung erfolgt durch Insekten (Entomophilie). Mit fünf Gattungen und über 240 Arten[1]:
  - Schusspflanzen (Stylidium Sw. ex Willd.) (über 300 Arten).
  - Forstera L.f. (fünf Arten)
  - Levenhookia R.Br. (zehn Arten)
  - Oreostylidium Berggr. (eine Art)
  - Phyllachne J.R.Forst. & G.Forst. (vier Arten)